# بخش پانچکولا
بخش پانچکولا (به انگلیسی: Panchkula district) یک منطقهٔ مسکونی در هند است که در بخش آمبالا واقع شده‌است. بخش پانچکولا ۸۹۸ کیلومتر مربع مساحت و ۵۶۱٬۲۹۳ نفر جمعیت دارد.